# Pontenet
Pontenet is een plaats en voormalige gemeente in het Zwitserse kanton Bern, en maakt deel uit van het district Jura bernois.
Pontenet telt 217 inwoners. In 2015 is de gemeente gefuseerd met de andere gemeenten Bévilard en Melleray en hebben de gemeente Valbirse gevormd.